# Янин, Валерий Викторович
Валерий Викторович Янин (род. 6 февраля 1964, Ленинград) — советский, российский офицер-десантник, гвардии подполковник; Герой России (1995).

## Биография
Родился 6 февраля 1964 года в Ленинграде. Русский. В 1981 году окончил среднюю школу № 203 в Ленинграде, в 1985 году — Рязанское высшее воздушно-десантное командное училище.
В августе 1981 года призван в Вооруженные силы СССР, служил в 76-й гвардейской дивизии ВДВ Ленинградского военного округа (Псков) — командир парашютно-десантного взвода, парашютно-десантной разведывательной роты.
С 1988 года участвовал в ликвидации последствий землетрясения в Армении, в локализации вооружённых конфликтов в Армении, Нагорном Карабахе, Баку, Кировабаде, Ошской области, Приднестровье, Северной (был тяжело ранен) и Южной Осетии.
В боях первой чеченской войны 1994—1996 годов участвовал в должности начальника разведки парашютно-десантного полка. Отличился при форсировании реки Аргун: переправился одним из первых, во главе группы атаковал превосходящего противника и захватил переправу, обеспечив быстрое наступление в горную часть Чечни. В боях при взятии Гудермеса захватил в тылу противника стратегически важную высоту и удерживал её до подхода основных сил, нанеся значительные потери противнику; получил ранение в бою.
Указом Президента Российской Федерации от 9 августа 1995 года за мужество и героизм, проявленные при выполнении воинского долга, гвардии майору Янину Валерию Викторовичу присвоено звание Героя Российской Федерации с вручением медали «Золотая Звезда».
Продолжил службу в рядах Вооруженные силы РФ. С 1996 года в запасе, живет в Санкт-Петербурге.
Создал частное охранное предприятие «Беркут-С». В 2007 г. — генеральный директор охранного предприятия «Алекс-Запад». Член Совета Санкт-Петербургского городского отделения Всероссийской общественной организации ветеранов «Боевое братство». Является одним из учредителей культурно-патриотической межрегиональной общественной организации «Дом дружбы народов».

## Награды
- Медаль «Золотая Звезда» Героя России (9 августа 1995)
- орден «За личное мужество»
- медали.